# Херслоу, Карл
Карл Кристиан Питер Херслоу (швед. Carl Christian Peter Herslow; 14 ноября 1943, Сведала, Сконе) — шведский сепаратистский и правоконсервативный политик, основатель и бессменный лидер Партии Сконе. Сторонник отделения Сконе от Швеции и создания независимой республики.

## Менеджер
Родился в семье фермера из Мальмёхуса (Сконе). Изучал химию в Техническом университете Чалмерса и юриспруденцию в Лундском университете. В 1968 получил специальность администратора бизнеса.
С 1969 Карл Херслоу работал в Trelleborg AB. В 1971—1975 был финансовым директором фабрики резиновых изделий в нидерландском городе Гронинген. Вернулся на родину в 1977.

## Основатель Партии Сконе
Политически Карл Херслоу придерживался правых консервативно-популистских и регионалистских взглядов. Был сторонником либертарианских идей датского политика Могенса Глиструпа — отказ от налогообложения физических лиц, всемерное сокращение госсектора в экономике и государственного вмешательства в социальную жизнь. Будучи уроженцем Сконе, Херслоу позиционировался как носитель южношведской социальной и политической культуры. Выступал за широкую автономию и самоуправление Сконе.
В 1977 Карл Херслоу стал одним из учредителей автономистского Skånerörelsen — Движения Сконе. 24 марта 1979 движение было преобразовано в Партию Сконе — Skånepartiet. Основными партийными установками являлись расширение автономии Сконе — прежде всего в сфере СМИ (партия создала собственную радиостанцию как альтернативный источник информации) и демонополизации алкогольного рынка (Херслоу лично занимался символической раздачей бесплатной водки).
С середины 1980-х Партия Сконе выдвинула в своей программе требование независимости Сконе — отделения от Швеции и создания суверенной республики. Под руководством Херслоу партия выступала под лозунгами социального консерватизма, экономического либерализма и антикоммунизма. Во внешней политике доминировал антисоветизм — независимая Сконе мыслилась как член НАТО, партия выступала за размещение американских ракет. С 1985 по 2006 Партия Сконе имела нескольких депутатов в представительных органах Мальмё и некоторых других муниципалитетов Сконе.

## Антиисламист
Принцип независимости Сконе, приоритет самоуправления и экономический либерализм остаются основами доктрины партии и Карла Херслоу. Однако после распада СССР произошла дезактуализация антикоммунистических и антисоветских элементов партийной программы. На первый план вышел антиисламизм.
Карл Херслоу называет ислам «страшным суеверием», говорит о его «несовместимости с демократией, равенством полов, наукой и экономическим развитием», выдвигает лозунг: «Верю в Сконе, а не в ислам!» Крупный скандал вызвал в марте 2011 постер на собрании Партии Сконе с изображениями обнажённого мужчины и маленькой девочки: «Ему 53, а ей девять. Это действительно такая свадьба, какую мы хотим видеть в Сконе?» (аллюзия связанная с легендой о женитьбе Мухаммеда на Айше). Ситуация стала предметом судебного разбирательства об оскорблении религиозных чувств мусульман. Партия обвинялась также в распространении детской порнографии — в силу особенностей рисунка. Однако суд признал публикацию не выходящей за рамки свободы печати. Со своей стороны, Мусульманская ассоциация Швеции обвинила Партию Сконе в использовании языка ненависти и потребовала извинений от Херслоу.
В 2013 дом Карла Херслоу был обыскан полицией, сам он привлечён к суду и приговорён к штрафу за нарушение авторских прав. В своей антиисламистмской книге Om islam — till all världens 9-åringar он использовал информацию другого автора без ссылки на первоисточник.

## Взгляды и личность
Несмотря на ослабление позиций его партии, Карл Херслоу сохраняет убеждённость в будущей независимости Сконе. Он выходит в пикеты, выступает с публичными заявлениями, участвует в партийных мероприятиях. Основные темы выступлений Херслоу — независимость Сконе, противостояние исламизации, либерализация экономики, прежде всего в части свободы торговли ликёрами.
Для преодоления финансовых трудностей партии в 2011 году Карл Херслоу вынужден был продать квартиру в Мальмё и перебраться на жительство в сельскую местность Сведалы.
Излагая свои взгляды, Карл Херслоу подчёркивает индивидуализм и на этом основании отвергает обвинения в расизме. Высказывает сожаление в связи с политической пассивностью большинства населения Швеции. Принципиально позиционируется как популист, при этом критикует «очень несимпатичного» Дональда Трампа.
О Карле Херслоу отзываются как о человеке чрезвычайно целеустремлённом, «маниакально приверженном» своим убеждениям, способном продолжать борьбу после любого поражения.